# Jaidyn Triplett
Jaidyn Triplett (Ohio, 24 novembre 2010) è un'attrice e modella statunitense, nota per aver interpretato il ruolo di Millicent Mitchell nel revival della serie iCarly.

## Biografia
Jaidyn Triplett è nata il 24 novembre 2010 nell'Ohio (Stati Uniti d'America), da madre Noraidy Triplett e da padre Joshua Triplett, e ha una sorella minore che si chiama Jordyn.(2018)

## Carriera
Jaidyn Triplett nel 2014 ha fatto il suo debutto come attrice con il ruolo di Daughter nella serie How to Be a Grown Up. Nello stesso anno ha recitato nel cortometraggio A Kid from Southside diretto da Peter LaSala e Christopher Ventura. L'anno successivo, nel 2015, ha preso parte al cortometraggio Vacation diretto da Malik Mcrea e Joshua Triplett. Nel 2016 ha recitato nei cortometraggi Sound and Color diretto da Gerrad Wilson e in Not a Love Story diretto da Rock Chang. Nello stesso anno ha recitato nei film All About the Money diretto da Kelby Joseph e in Major Deal diretto da Kevin Fredericks.
Nel 2017 ha interpretato il ruolo di Lexi Harris nella serie Unarmed e quello di Brooke Lynn Payne nella miniserie Army of None. Nello stesso anno ha doppiato nel cortometraggio F***, Marry, Kill diretto da Scott Donovan e ha recitato nel cortometraggio The Beach Trip diretto da Hanadi Elyan, Nel 2018 ha ricoperto il ruolo di Nalah nel film televisivo Rhino diretto da Victor Edwards e Victor Vintage e ha anche recitato nella serie Black-ish. Nello stesso anno ha interpretato il ruolo di Tina Miller nel film A Stone Cold Christmas diretto da Courtney Miller.
Nel 2019 ha preso parte al film Love or Laughs diretto da Bo Starks e al cortometraggio Bre's Company diretto da Mike Peters. Nello stesso anno ha recitato nelle serie Last Life, La famiglia McKellan (Family Reunion), These Streets Don't Love You Like I Do!, The Affair - Una relazione pericolosa (The Affair) e See. Nel 2020 ha preso parte al cast della serie Station 19. Nel 2021 ha interpretato il ruolo di Raven nel cortometraggio 5150 diretto da Denzel Whitaker. Dal 2021 al 2023 è entrata a far parte del cast del revival della serie iCarly, in cui ha ricoperto il ruolo di Millicent Mitchell.
Nel 2022 ha ricoperto il ruolo di Scarlett nella serie The Villains of Valley View. Nello stesso anno ha preso parte al cortometraggio Finding Home diretto da Paul Michael Bair. Nel 2023 ha interpretato il ruolo di Ruby nella serie I segreti di Sulphur Springs (Secrets of Sulphur Springs). Nello stesso anno ha recitato nel film Hauntology diretto da Parker Brennon.

## Filmografia

### Attrice

#### Cinema
- All About the Money, regia di Kelby Joseph (2016)
- Major Deal, regia di Kevin Fredericks (2016)
- A Stone Cold Christmas, regia di Courtney Miller (2018)
- Love or Laughs, regia di Bo Starks (2019)
- Hauntology, regia di Parker Brennon (2023)

#### Televisione
- How to Be a Grown Up – serie TV (2014)
- Unarmed – serie TV (2017)
- Army of None – miniserie TV (2017)
- Rhino, regia di Victor Edwards e Victor Vintage – film TV (2018)
- Black-ish – serie TV (2018)
- Last Life – serie TV (2019)
- La famiglia McKellan (Family Reunion) – serie TV (2019)
- These Streets Don't Love You Like I Do! – serie TV (2019)
- The Affair - Una relazione pericolosa (The Affair) – serie TV (2019)
- See – serie TV (2019)
- Station 19 – serie TV (2020)
- iCarly – serie TV (2021-2023)
- The Villains of Valley View – serie TV (2022)
- I segreti di Sulphur Springs (Secrets of Sulphur Springs) – serie TV (2023)

#### Cortometraggi
- A Kid from Southside, regia di Peter LaSala e Christopher Ventura (2014)
- Vacation, regia di Malik Mcrea e Joshua Triplett (2015)
- Sound and Color, regia di Gerrad Wilson (2016)
- Not a Love Story, regia di Rock Chang (2016)
- The Beach Trip, regia di Hanadi Elyan (2017)
- Bre's Company, regia di Mike Peters (2019)
- 5150, regia di Denzel Whitaker (2021)
- Finding Home, regia di Paul Michael Bair (2022)

### Doppiatrice

#### Cortometraggi
- F***, Marry, Kill, regia di Scott Donovan (2017)

## Doppiatrici italiane
Nelle versioni in italiano dei suoi film e delle sue serie TV, Jaidyn Triplett è stata doppiata da:
- Elisa Nobili[22] ne La famiglia McKellan[23]
- Giulia Bersani[24] in iCarly[25]